# Ајонија (Мисури)
Ајонија (енгл. Ionia) град је у америчкој савезној држави Мисури.

## Демографија
По попису из 2010. године број становника је 88, што је 20 (-18,5%) становника мање него 2000. године.
| Група             | 2000.       | 2010.      |
| Белци             | 106 (98,1%) | 79 (89,8%) |
| Афроамериканци    | 0 (0,0%)    | 1 (1,1%)   |
| Азијати           | 0 (0,0%)    | 0 (0,0%)   |
| Хиспаноамериканци | 0 (0,0%)    | 7 (8,0%)   |
| Укупно            | 108         | 88         |